# سیارک ۱۴۵۵۸
سیارک ۱۴۵۵۸ (به انگلیسی: 14558 Wangganchang، نامگذاری:1997WG1) چهارده هزار و پانصد و پنجاه و هشتمین سیارک کشف شده‌است که در ۱۹ نوامبر ۱۹۹۷ کشف شد.
قدر مطلق سیارک برابر ۳۳.۸ است.